# Roi Jing de Zhou (Ji Gui)
Pour les articles homonymes, voir Zhou Jingwang.
Le roi Jing de Zhou, ou Zhou Jing wang (chinois : 周景王) de son nom personnel Ji Gui (姬貴). Il fut le vingt-quatrième roi de la dynastie Zhou. Il fut sacré roi à Chengzhou en -544.

## Règne (-544 à -520)
Le roi Jing était un roi de faible envergure, il laissa en outre la réalité du pouvoir entre les mains des trois hauts ministres (aussi appelé les trois ministres seniors). En -529, le roi Jing accepta d'envoyer au roi de Chu un vase tripode en bronze qui est un insigne de la dignité royale. C'est donc dire que le roi Jing considérait le roi de Chu comme son égal dorénavant. Ce geste porta préjudice à la famille royale et démontra publiquement sa grande faiblesse.

## La question de la succession
Comme l'héritier de plein droit Taizi Shou (ou Sheng), est mort avant son père, le choix de la succession n'était plus tout à fait clair. Aussi, le roi Jing préféra t-il son fils favori le prince Chao, à son cadet le prince Meng. Cependant, ce n'était pas très sage de la part du roi Jing de choisir le prince Chao. Celui-ci n'était pas né de la reine, mais d'une concubine. Il était donc le demi-frère des princes Meng et Gai. Étant donné qu'il était un bâtard, ses droits à la succession étaient très minimes. Évidemment, les intentions du roi furent contestées par les légitimistes qui supportaient le prince Meng. Ainsi s'ouvrit une crise de succession à cause du choix du roi lui-même.

## Mort et crise de succession
À la mort du roi Jing, les Trois Ministres Seniors, qui étaient des légitimistes, étaient confrontés à la volonté du roi Jing de voir le prince Chao lui succéder sur le trône et donc de créer un dangereux précédent, qui aurait pu faire jurisprudence. Le roi Jing ayant choisi quelqu'un n'ayant pas la légitimité désirée pour lui succéder, ses ministres contestèrent ses dernières volontés et le déclarèrent (le prince Chao) illégitime. Leur choix se porta donc tout naturellement sur le prince Meng. Ce fut donc celui-ci qui fut choisi par les Trois Ministres Seniors pour succéder au roi Jing. Ce choix fut contesté par Wangzi Chao, qui commença à ourdir et à nouer des intrigues pour s'emparer du pouvoir. Tout cela allait dégénérer en crise de succession dans laquelle le duché de Jin allait jouer un rôle prépondérant pour ramener l'ordre au domaine royal des Zhou.